# فرانسيسك راميرز
فرانسيسك راميرز (بالكتالونية: Francesc Ramírez)‏ هو لاعب كرة قدم أندوري في مركز الدفاع، ولد في 7 سبتمبر 1976 في أندورا. شارك مع منتخب أندورا لكرة القدم. أما مع النوادي، فقد لعب مع سانت جوليا ونادي أندورا ونادي سانتا كولوما.

## وصلات خارجية
- فرانسيسك راميرز على موقع الاتحاد الدولي (مؤرشف)  (الإنجليزية)
- فرانسيسك راميرز على موقع قاعدة بيانات كرة القدم.إي يو (الإنجليزية)
- فرانسيسك راميرز على موقع ناشيونال فوتبول تيمز (الإنجليزية)
- فرانسيسك راميرز على موقع Soccerway.com (الإنجليزية)
- فرانسيسك راميرز على موقع عالم كرة القدم.نت (الإنجليزية)